# Teatro Ruth Escobar
El Teatro Ruth Escobar  fue fundado en 1963 en la rúa dos Ingleses en la ciudad de São Paulo, Brasil.
El teatro lleva el nombre de la actriz y antigua propietaria del terreno donde fue erigido, Ruth Escobar. La inauguración del teatro también contó con el apoyo de la comunidad portuguesa de São Paulo.
Actualmente el teatro tiene tres salas de espectáculo: la sala Gil Vicente, la sala Myrian Muniz y la sala Dina Sfat. También cuenta con un bar y una librería.